# Savino Dalla Puppa
Savino Ottorino Dalla Puppa (Burano, 2 aprile 1929 – Venezia, 8 agosto 2009) è stato un canottiere italiano.

## Biografia
Nato nel 1929 sull'isola di Burano (Venezia), a 23 anni partecipò ai Giochi olimpici di Helsinki 1952, nell'otto, insieme ad Attorese, Baldan, Bozzato, Enzo, Ghiatto, Nardin, Nuvoli e Smerghetto, arrivando 3º in batteria con il tempo di 6'17"0, non riuscendo ad accedere alla finale neanche grazie al 2º posto nel recupero in 6'15"8.